# Мебијусова трака
Мебијусова трака је површ која настаје од правоугаоне траке тако што се једна страница заротира за 180 степени и залепи са наспрамном страницом. Она има само једну страну и једну граничну компоненту. Такође, представља основни пример неоријентабилне површи. Независно један од другог открили су је немачки математичари Аугуст Фердинанд Мебијус и Јохан Бенедикт Листинг 1858. године.
Мебијусова трака није површ јединствене величине и облика, као што је трака приказана на слици. Наиме, математичари сматрају Мебијусовом траком било коју површ која је хомеоморфна са њом. Њена граница је проста затворена крива, односно хомеоморфна је кружници. То омогућава разне геометријске верзије Мебијусове траке, где свака има одређену величину и облик. 
Полуокрет у смеру казаљке на сату даје другачији тип Мебијусове траке у односу на полуокрет у супротном смеру. То значи да је, као објекат у еуклидском простору, Мебијусова трака хирални објекат позитивне или негативне оријентације. Постоји бесконачно много тополошки различитих утапања истог тополошког простора у тродимензиони простор, што значи да се и Мебијусова трака може формирати на више начина, на пример увртањем траке непаран број пута или везивањем траке у чвор и увртањем (пре спајања крајева). 
Изврнути папирни модел Мебијусове траке је површ Гаусове кривине нула. Систем диференцијално-алгебарских једначина који описује моделе овог типа објављен је 2007. године заједно са решењем.
Ојлерова карактеристика Мебијусове траке је нула.

## Својства
Мебијусова трака има неколико интересантних својстава. 
Као пример се често наводи мрав који хода дуж Мебијусове траке. Након једног обиласка наћи ће се са супротне стране своје почетне тачке, а након два, у својој почетној тачки.
Сечењем Мебијусове траке по средини добија се једна дужа трака са два пуна обрта, а не две одвојене траке, као што би се очекивало. Добијена трака није Мебијусова. 
Са друге стране, ако се Мебијусова трака сече не по средини, већ на растојању од једне трећине своје ширине до ивице, резултат сечења ће бити две траке: краћа, која је Мебијусова, и дужа, која садржи два пуна обрта (и која није Мебијусова и која би се иначе добила резањем почетне траке на два дела).
Уопштено, половљењем траке која има {\displaystyle 2n-1} полуобрта, добија се трака са {\displaystyle 2n} пуних обрта. Пресецањем траке која има {\displaystyle 2n} полуобрта, добијају се две исте такве траке, међусобно увијене {\displaystyle n} пута. На пример, за {\displaystyle n=2}, након резања ће једна трака бити {\displaystyle 2} пута обмотана око друге. За {\displaystyle n=1} добиће се две карике ланца.
Додавањем још обрта и спајањем крајева добијају се фигуре које се називају парадромски прстени.

### Оријентабилност
Површ је оријентабилна уколико за произвољну просту затворену криву на тој површи и било коју тачку на тој кривој важи следеће: нормални вектор у тој тачки непрекидним кретањем дуж криве се враћа у свој почетни положај без промене смера.
Мебијусова трака није оријентабилна, што је илустровано анимацијом десно.
Неоријентабилност Мебијусове траке се може доказати и уколико се она представи полиедарски (слика доле десно). Тада је табела повезаности темена, ивица и пљосни овог модела:
{\displaystyle T=\{0,1,2,3,4,5\};}
{\displaystyle I=\{03,32,21,10,24,45,53,40,15\};}
{\displaystyle p_{0}=\langle 0,3,2,1\rangle ,\ p_{1}=\langle 3,2,4,5\rangle ,\ p_{2}=\langle 4,0,1,5\rangle ;}
где {\displaystyle T} представља скуп темена, {\displaystyle I} скуп ивица, а {\displaystyle p_{k}} су пљосни.
Полиедарска површ је оријентабилна ако може да се усклади оријентација суседних пљосни, односно, када сваке две суседне пљосни индукују супротну оријентацију заједничке ивице.
 
Сваки покушај усклађивања оријентације пљосни Мебијусове траке бива неуспешан. На пример:
Посматрајући најједноставнији полиедарски модел Мебијусове траке (слика десно), види се да су све три пљосни суседне. То значи да оријентација сваке пљосни мора да буде усклађена са остале две. Уколико се усклади оријентација {\displaystyle p_{1}} са {\displaystyle p_{0}}, добија се: {\displaystyle p_{1}=<5,4,2,3>}. Тада је {\displaystyle p_{2}} са {\displaystyle p_{1}} усклађено, али {\displaystyle p_{2}} са {\displaystyle p_{0}} није. Уколико променимо оријентацију {\displaystyle p_{0}}, онда она више неће бити усклађена са {\displaystyle p_{1}}. На овај начин је доказано да се оријентације пљосни Мебијусове траке не могу ускладити, па она није оријентабилна.

### Ојлерова карактеристика
Формула за израчунавање Ојлерове карактеристике полиедарске површи је следећа:
{\displaystyle \chi =T-I+P,}
где је {\displaystyle T} број темена, {\displaystyle I} број ивица, а {\displaystyle P} број пљосни.
Полиедарски модел Мебијусове траке представљен на слици десно има 6 темена, 9 ивица и 3 пљосни. Дакле, Ојлерова карактеристика износи 0. 

## Геометрија и Топологија
Један начин за представљање Мебијусове траке као подскупа R3 је путем параметризације: 
{\displaystyle x(u,v)=\left(1+{\frac {v}{2}}\cos {\frac {u}{2}}\right)\cos u}
{\displaystyle y(u,v)=\left(1+{\frac {v}{2}}\cos {\frac {u}{2}}\right)\sin u}
{\displaystyle z(u,v)={\frac {v}{2}}\sin {\frac {u}{2}}} , 

 
где је {\displaystyle \,0\leq u<2\pi \,} и {\displaystyle \,-1\leq v\leq 1\,}. Ово даје Мебијусову траку ширине 1, чија средишња кружница има полупречник 1, лежи у {\displaystyle Oxy} равни и центар јој је у координатном почетку. Параметар {\displaystyle u} креће се дуж траке, док {\displaystyle v} иде од једне ивице до друге. У цилиндричним координатама Мебијусова трака може да се представи помоћу једначине: 
{\displaystyle \log(r)\sin \left({\frac {1}{2}}\theta \right)=z\cos \left({\frac {1}{2}}\theta \right).}

### Топологија
Тополошки, Мебијусова трака се може дефинисати као квадрат {\displaystyle [0,1]\times [0,1]} са идентификацијом {\displaystyle (x,0)} ~ {\displaystyle (1-x,1)} за {\displaystyle 0\leq x\leq 1}, као што је представљено на слици десно. Мебијусова трака је на овај начин представљена као површ са повезаном границом. Неоријентабилна је и узима се као савршен пример тополошке особине неоријентабилности из следећих разлога:
- Не постоје неоријентабилне многострукости димензије мање од два.

- Мебијусова трака је површ која представља тополошки потпростор сваке неоријентабилне површи, из чега следи да је дата површ неоријентабилна ако и само ако садржи Мебијусову траку као свој потпростор.

### Рачунарска графика
Мебијусова трака се често користи у рачунарској графици или софтверским пакетима за моделовање.
На пример, у Autodesk|3D Studio Max софтверу, Мебијусову траку добијамо исцртавањем квадрата (plane) и применом twist и bend модификатора за по 180º и 360º.

## Слични објекти
Мебијусова трака је веома уско повезана са Клајновом боцом. Клајнова боца се може направити спајањем две Мебијусове траке по њиховим границама. Међутим, ово се у тродимензионом еуклидском простору не може постићи без самопресека.
Још један сличан објекат је реална пројективна раван која се добија лепљењем Мебијусове траке и диска по њиховим рубовима. Реална пројективна раван такође не може бити реализована у тродимензионом простору без самопресека.
У теорији графова, Мебијусове мердевине су 3-регуларан граф са {\displaystyle 2n} чворова. Овакви графови носе ово име јер у себи (осим у случају када је број чворова шест, тј. {\displaystyle n=3}) садрже тачно {\displaystyle n} циклуса дужине {\displaystyle 4} чијим се спајањем по заједничким ивицама добија Мебијусова трака.

## Примена
Мебијусова трака, због својих особина, налази бројне примене у разним областима.
Користи се у физици и електротехници.
У фабрикама се користи као покретна трака. На тај начин је сваки део траке оптерећен истом тежином, те је она дуготрајнија. Иста идеја се примењивала и у индустрији касета (како би се удвостручило време трајања снимка). Такође се користи у индустрији штампача и писаћих машина.
Мебијусов отпорник је елемент електронског кола, који има својство поништавања сопствене индуктивне реактансе. Никола Тесла је почетком двадесетог века патентирао сличну технологију, коју је намеравао да користи у свом систему за глобални бежични пренос електрицитета.
Инспирација је за велики број уметничких дела. Налази се испред улаза у Музеј америчке историје у Вашингтону. 
Налазила се на бразилској поштанској маркици 1977. године, а на белгијској 1969. године.
Мебијусова трака је усвојена као међународни знак за рециклажу. Такође се користи као симбол Google Drive-a.